# بيل والش (لاعب كرة قدم أمريكية)
بيل والش (بالإنجليزية: Bill Walsh)‏ هو لاعب كرة قدم أمريكية أمريكي، ولد في 8 سبتمبر 1927 في فيليبسبورغ في الولايات المتحدة، وتوفي في 13 مايو 2012 في أتلانتا في الولايات المتحدة.

## وصلات خارجية
- بيل والش على موقع مرجع كرة القدم المحترفة.كوم (الإنجليزية)